# ONE PIECE エピソードオブ東の海 〜ルフィと4人の仲間の大冒険!!〜
『ONE PIECE エピソードオブ東の海〜ルフィと4人の仲間の大冒険!!〜』（ワンピース エピソードオブイーストブルー ルフィとよにんのなかまのだいぼうけん）は、2017年8月26日にフジテレビジョン系列の『土曜プレミアム』枠で放送された、テレビアニメ『ONE PIECE』のスペシャル番組。
『土曜プレミアム』枠のスペシャル第8弾で、原作20周年を記念して放送された。原作第1話から「偉大なる航路（グランドライン）」突入までの、「東の海（イーストブルー）」における物語を新規作画で描く。東の海時点での麦わらの一味の初期メンバーであるルフィ・ゾロ・ナミ・ウソップ・サンジの5人のそれぞれのエピソードからなるオムニバス形式となっている。
エンディングでは、のちにルフィの仲間となるチョッパー以降のメンバーと、義兄であるエースやサボの様子が描かれている。
2017年11月24日にBlu-ray DiscとDVDが発売された。

## キャスト
麦わらの一味
- モンキー・D・ルフィ - 田中真弓
- ロロノア・ゾロ - 中井和哉、浦和めぐみ（幼少期）
- ナミ - 岡村明美
- ウソップ - 山口勝平
- サンジ - 平田広明、大谷育江（幼少期）

エピソードオブルフィ
- シャンクス - 池田秀一
- ベン・ベックマン - 田原アルノ
- ヤソップ - 小林通孝
- ラッキー・ルウ - 土門仁
- マキノ - 大本眞基子
- ウープ・スラップ - 園部啓一
- ヒグマ - 岸野幸正

エピソードオブゾロ
- くいな - 豊嶋真千子
- コウシロウ - 石塚運昇
- コビー - 土井美加
- モーガン - 銀河万丈
- ヘルメッポ - 永野広一
- リカ - 宇和川恵美
- ジュラキュール・ミホーク - 掛川裕彦

エピソードオブウソップ
- カヤ - 國府田マリ子
- にんじん - 日比愛子
- ピーマン - 川庄美雪
- クラハドール/クロ - 橋本晃一
- ジャンゴ - 矢尾一樹

エピソードオブサンジ
- ゼフ - 樋浦勉
- パティ - 稲田徹
- クリーク - 立木文彦
- ギン - 小野健一
- パール - 河本浩之

エピソードオブナミ
- ベルメール - 日髙のり子
- ノジコ - 山崎和佳奈
- ゲンゾウ - 塩屋浩三
- Dr.ナコー - 麻生智久
- ヨサク - 徳山靖彦
- ジョニー - 高塚正也
- アーロン - 小杉十郎太
- はっちゃん - 森川智之
- クロオビ - 江川央生
- チュウ - 小野坂昌也
- ネズミ - 西脇保

その他
- ナレーション - 大場真人
- 役名なし - 織田優成、川原慶久、服巻浩司、藤本たかひろ、平井啓二、半田裕典、荒井聡太、千葉俊哉、秋山幸輝、服部想之介、鹿野優以、鎌田梢、森下由樹子、祖山桃子、木村遥、鶴田真希、関根有咲

## 各話リスト
| サブタイトル           | 絵コンテ   | 演出     | 作画監督                                   |
| ---------------------- | ---------- | -------- | ------------------------------------------ |
| エピソードオブルフィ   | 大塚隆史   | 大塚隆史 | 佐藤雅将                                   |
| エピソードオブゾロ     | 大塚健     | 大塚隆史 | 石塚勝海                                   |
| エピソードオブウソップ | 宇田鋼之介 | 佐藤宏幸 | 五十嵐裕輔                                 |
| エピソードオブサンジ   | 佐藤宏幸   | 佐藤宏幸 | 太田晃博 菅原浩喜 飯飼一幸 小川一郎 舘崎大 |
| エピソードオブナミ     | 大塚隆史   | 大塚隆史 | 松田翠                                     |

## スタッフ
- 原作 - 尾田栄一郎
- 企画 - 狩野雄太、櫻田博之
- 脚本 - 中山智博
- 音楽 - 田中公平、井内啓二、浜口史郎、丸尾稔、岩崎文紀
- 製作担当 - 山崎尊宗
- 撮影監督 - 和田尚之
- 色彩設計 - 堀田哲平
- 美術監督 - 渡辺佳人
- キャラクターデザイン - 佐藤雅将
- 作画監督補佐 - 横山健次、楢崎朝子、多嘉良敢、伊藤公崇
- 動画検査 - 冨田美穂子、ホルグ・ルスタンス、ジェユン・コクイア
- 色指定 - 森綾
- デジタル特殊効果 - 太田直、勝岡稔夫、下川信裕、河内正行、星野健
- 美術設定協力 - 吉池隆司
- 撮影監督補佐 - 新井拓己
- CGプロデューサー - 横尾裕次
- CGディレクター - 川崎健太郎
- 編集 - 西村英一
- 編集助手 - 向井咲子
- 録音 - 渡辺絵里奈
- 録音助手 - 藤村聡
- 効果 - 新井秀徳
- 選曲 - 神保直史
- 演技事務 - 角康昭
- 助監督 - 豊田百香
- 演出助手 - 山口暁生、松實航、平池綾子、高橋裕哉、鎌谷悠、矢野岳
- 製作進行 - 赤堀哲嗣、梶原航平、中尾健、廣川拓
- 記録 - 小川真美子、中島美咲
- 動画仕上進行 - 黒田進、黒木耕次郎
- 美術進行 - 澤田真央起
- 音楽協力 - 尾崎源太、金野沙矢香、犬塚舞
- 録音スタジオ - 東映デジタルセンター、スリーエススタジオ
- オンライン編集 - 東映デジタルラボ
- 協力プロデューサー - 橋爪駿輝、小山弘起
- 広報 - 太田真紀子
- 総作画監督 - 松田翠
- 監督 - 大塚隆史
- 制作協力 - 東映
- 制作 - 東映アニメーション、フジテレビ

## 主題歌
エンディングテーマ「ウィーアー! for the new world 〜With 100 friends〜」
作詞 - 藤林聖子 / 作曲 - 田中公平 / 歌 - きただにひろし With 100 friends
挿入歌「ウィーアー!」
作詞 - 藤林聖子 / 作曲 - 田中公平 / 編曲 - 根岸貴幸 / 歌 - きただにひろし